# Guerras Italianas
As Guerras Italianas, frequentemente referidas como as Grandes Guerras da Itália e às vezes como as Guerras Habsburgo-Valois, foram uma longa série de guerras travadas entre 1494 e 1559 na Itália durante a Renascença. A península italiana, economicamente avançada mas politicamente dividida entre vários estados, tornou-se o principal campo de batalha para a supremacia europeia. Os conflitos envolveram as grandes potências da Itália e da Europa, numa série de eventos que se seguiram ao fim dos 40 anos da Paz de Lodi, acordada em 1454 com a formação da Liga Itálica.
O colapso da aliança na década de 1490 deixou a Itália aberta às ambições de Carlos VIII da França, que invadiu o Reino de Nápoles em 1494, sob pretexto de uma reivindicação dinástica. Os franceses, no entanto, foram obrigados a deixar Nápoles após a República de Veneza formar uma aliança com Maximiliano I da Áustria e Fernando V da Espanha. Em 1499, Luís XII da França iniciou uma segunda campanha contra Nápoles, tomando primeiro o controle do Ducado de Milão graças a César Borgia, filho do Papa Alexandre VI e condômino de Luís XII, marcando uma aliança aberta entre o Papado e a França. A segunda guerra terminou em 1503, quando Fernando da Espanha (já governante da Sicília e da Sardenha) capturou o Reino de Nápoles de Luís XII.
O novo Papa, Júlio II (1503-1513), reverteu as políticas dos Bórgias e exilou César. Com a França assumindo quase todo o norte da Itália após derrotar Veneza na Batalha de Agnadello, e Fernando de Aragão emergindo como governante de todo o sul, Júlio II planejou "libertar a Itália dos bárbaros" e orquestrou a recaptura da península. Depois que a Espanha reconheceu as Duas Sicílias como um feudo papal, Júlio II liderou pessoalmente suas forças armadas no Cerco de Mirandola, e posteriormente forçou os franceses de Luís XII a saírem da Itália em aliança com a Suíça e o Sacro Império. A morte repentina de Júlio II e a Batalha de Marignano levaram à restauração do status quo ante bellum em 1516: os tratados de Bruxelas e Noyon, mediados por Maximiliano I e Papa Leão X, reconheceram o controle francês no norte (excluindo a república veneziana) e o controle espanhol no sul.
A guerra foi retomada em 1521, quando o Papa Leão X e Carlos V, o Sacro Imperador Romano-Germânico (simultaneamente governante da Áustria, dos reinos espanhóis e dos Países Baixos) expulsou as forças francesas de Milão. Francisco I da França reagiu descendo na Itália e combatendo as forças imperiais na Batalha de Pavia (1525), onde foi capturado e forçado a dar territórios franceses aos Habsburgos, liderados por Carlos V. Após sua libertação, Francisco I iniciou uma nova guerra na Itália, durante a qual tropas germânicas rebeldes da fé luterana saquearam Roma (1527) e expulsaram os Médici de Florença. Após ordenar a retirada das tropas Imperiais dos Estados Papais, Carlos V devolveu o território francês ocupado a Francisco I, com a condição de que a França abandonasse o norte da Itália ("Paz das Damas"). No Congresso de Bolonha, em 1530, Carlos V recebeu o título Imperial de Rei da Itália pelo Papa Clemente VII. Em troca, o Papa obteve a restauração da família Médici como dinastia governante de Florença.
Após as vitórias católicas em Viena e Tunis contra os otomanos, um novo congresso (1536) foi realizado em Roma entre Carlos V e o Papa Paulo III para discutir a hipótese de um concílio ecumênico para lidar com o protestantismo. Apesar dos temores do conciliarismo dentro da cúria, o Papa Paulo III acabou vendo um concílio como uma oportunidade para acabar com as guerras católicas imperiais-francesas na Itália, unindo a realeza francesa anti-Calvinista com os Habsburgos contra um inimigo comum. De fato, o conflito havia sido retomado na fronteira Lombardo-Piemontesa com a ocupação francesa do estado da Saboia logo após Carlos V ter tomado o vago Ducado de Milão. Portanto, o Papa Paulo III favoreceu a "Paz de Nice" entre Francisco I e o Imperador (1538), bem como a posterior "Paz de Crespy" (1544). O Concílio de Trento começou em 1545, mas os príncipes luteranos se recusaram a reconhecê-lo como legítimo e acabaram por entrar em guerra com o Imperador (tendo rapidamente perdido), permitindo ao Papa dominar o Concílio e iniciar a contrarreforma. Por volta de 1547, as facções papais e imperiais entraram em conflito pela supremacia política e uma série de conspirações ocorreram em várias cortes da Itália. O assassinato de Pedro Luís Farnésio, Duque de Parma e filho do Papa, levou à suspensão do concílio até que o Papa Júlio III o reconvocasse com a intenção de promover a reconciliação dos luteranos derrotados com Carlos V.
Em 1551, Henrique II da França invadiu a Toscana e apoiou Siena em uma guerra contra Carlos V, enquanto o Duque de Florença apoiou o Imperador. Além disso, a França capturou os Três Bispados do Sacro Império Romano com o apoio dos luteranos e formou uma aliança com o Império Otomano (que havia derrotado Carlos V em Argel e Budapeste nos anos 1540) a fim de invadir a Córsega. Carlos V respondeu formando uma aliança com o Reino da Inglaterra e suspendendo a reconciliação com os luteranos alemães. Florença anexou Siena após um longo cerco e obteve vitória sobre os franco-sieneses na batalha de Scannagallo. O almirante genovês Andrea Doria reconquistou a Córsega, mas a Inglaterra perdeu Calais para a França.
Carlos V, diante da perspectiva de uma aliança duradoura entre todos os seus inimigos, assinou a Paz de Augsburgo com os príncipes protestantes e abdicou ao dividir o Império Habsburgo entre os Habsburgos austríacos de seu irmão Fernando I, e os Habsburgos espanhóis de seu filho Felipe II da Espanha (que herdou também Milão e Nápoles). A guerra continuou entre os Habsburgos e a França, com estes últimos sendo derrotados por um exército Imperial Espanhol liderado por Emanuel Felisberto de Saboia (que recuperou suas possessões) na Batalha de São Quintino (1557). No entanto, os franceses se recuperaram e o conflito se prolongou até chegar a um compromisso na Paz de Cateau-Cambrésis, em 1559. O fim das guerras permitiu que o Papa Pio IV e Carlos Borromeu retomassem o Concílio de Trento e o completassem em 1563, iniciando a Reforma Católica e o período barroco da Itália.

## Prelúdio
Após as guerras na Lombardia entre Veneza e Milão, que terminaram em 1454, o norte da Itália esteve em grande parte em paz durante os reinados de Cosme de Médici e Lourenço de Médici em Florença, com a notável exceção da crise de 1479-1481 (resolvida por Lourenço e seguida pela recaptura de Otranto dos otomanos) e da Guerra de Ferrara em 1482-1484.
Carlos VIII da França melhorou as relações com outros governantes europeus no período que antecedeu a Primeira Guerra Italiana, negociando uma série de tratados: em 1493, a França negociou o Tratado de Senlis com o Sacro Império Romano; em 19 de janeiro de 1493, assinou o Tratado de Barcelona com a Coroa de Aragão e, posteriormente em 1493, o Tratado de Étaples com a Inglaterra.

## História

### Primeira Guerra Italiana de 1494-1498 ou Guerra do Rei Carlos VIII

Mapa da península itálica em 1494.

Ludovico Sforza de Milão, buscando um aliado contra a República de Veneza, incentivou Carlos VIII da França a invadir a Itália, usando como pretexto a reivindicação angevina ao trono de Nápoles. Quando Fernando I de Nápoles morreu em 1494, Carlos VIII invadiu a península com um exército francês de vinte e cinco mil homens (incluindo 8 mil mercenários suíços), possivelmente esperando usar Nápoles como base para uma cruzada contra os turcos otomanos. Durante vários meses, as forças francesas passaram pela Itália praticamente sem oposição, já que os exércitos condotireros das cidades-estados italianas não conseguiram resistir a elas. Carlos VIII fez entradas triunfantes em Pisa em 8 de novembro de 1494, Florença em 17 de novembro de 1494 e Roma em 31 de dezembro de 1494. Carlos VIII não encontrou oposição de Girolamo Savonarola (que estabeleceu uma teocracia de curta duração em Florença durante a turbulência da guerra) e do Papa Alexandre VI, que deixou o rei francês passar pelos estados papais. Ao procurar a cidade de Monte San Giovanni no Reino de Nápoles, Carlos VIII enviou emissários à cidade e ao castelo ali localizado para buscar a rendição da guarnição napolitana. A guarnição matou e mutilou os enviados e mandou os corpos de volta para as linhas francesas. Isso enfureceu o exército francês, que bombardearam o castelo da cidade com o fogo de artilharia em 9 de fevereiro de 1495 e depois o invadiram, matando todos os que estavam lá dentro. A notícia do saque de Nápoles pelo exército francês provocou uma reação entre as cidades-estado do norte da Itália e a Liga de Veneza foi formada em 31 de março de 1495. 
A Liga foi formada especificamente para resistir à agressão francesa, sendo estabelecida em 31 de março após negociações entre Veneza, Milão, Espanha e o Sacro Império Romano.  Mais tarde a Liga consistiu do Sacro Império Romano, o Ducado de Milão, Espanha, os Estados Papais, a República de Florença, o Ducado de Mântua e a República de Veneza. Esta coalizão, efetivamente, impediu que o exército de Carlos retornasse à França. Após estabelecer um governo pró-francês em Nápoles, Carlos começou a marchar para o norte em seu retorno à França. No entanto, na pequena cidade de Fornovo, ele enfrentou o exército da Liga.
A Batalha de Fornovo foi travada em 6 de julho de 1495, e após uma hora o exército da Liga foi forçado a atravessar o rio Taro enquanto os franceses continuavam marchando para Asti, deixando suas carruagens e provisões para trás. Francisco Guicciardini escreveu que ambas as partes se esforçaram para se apresentar como os vencedores naquela batalha, mas o eventual consenso foi para uma vitória francesa, pois os franceses repeliram seus inimigos do outro lado do rio e conseguiram avançar, cumprindo assim o seu objetivo principal. Na tradição contemporânea, porém, a batalha contou como uma vitória da Liga, pois as forças francesas tiveram que partir e perderam suas provisões. Para a coalizão italiana, porém, foi na melhor das hipóteses uma vitória pírrica, na medida em que seu resultado estratégico e suas consequências de longo prazo foram desfavoráveis. Embora a Liga tenha conseguido forçar Carlos VIII a sair do campo de batalha, sofreu baixas muito maiores e não pôde impedir que o exército adversário cruzasse as terras italianas ao retornar à França.
Como resultado da expedição de Carlos VIII, os estados regionais da Itália mostraram-se de uma vez por todas ricos e relativamente fracos, o que semeou as sementes das guerras vindouras. De fato, os estados italianos individuais não puderam arraigar exércitos comparáveis aos das grandes monarquias feudais da Europa em números e equipamentos.
Enquanto isso, no Reino de Nápoles, após as inversões iniciais, como a desastrosa derrota dos franceses na Batalha de Seminara em 21 de junho de 1495, Fernando II, rei de Nápoles, com a competente assistência do general espanhol Gonzalo Fernández de Córdoba, acabou reduzindo a guarnição francesa no Reino de Nápoles. Assim, Carlos VIII perdeu tudo o que conquistou na Itália. O rei Carlos VIII morreu em 7 de abril de 1498, e foi sucedido ao trono da França por seu primo, Luís II, Duque de Orléans, que se tornou Luís XII da França.

### Segunda Guerra Italiana ou Guerra do Rei Luís XII (1499-1504)

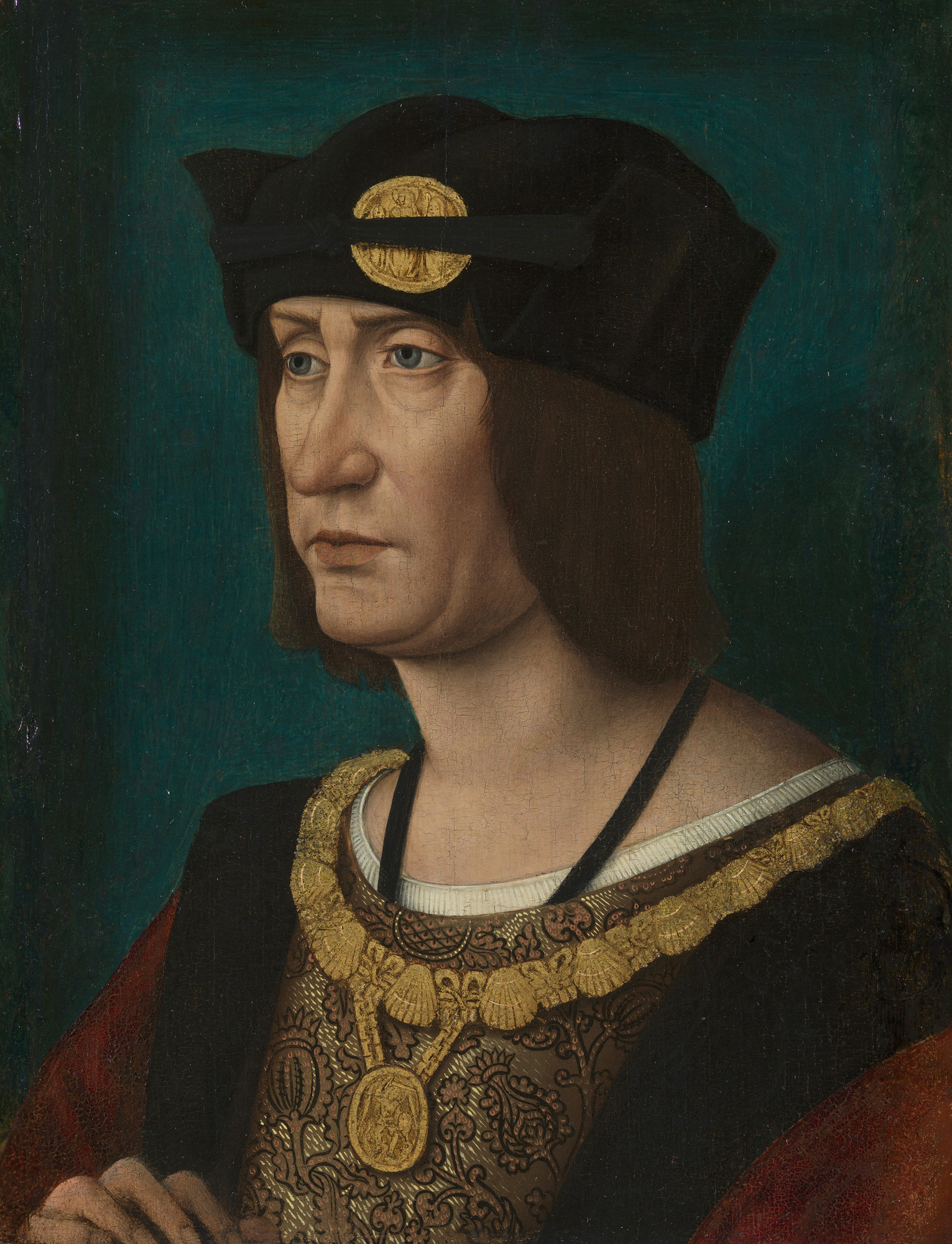
Luís XII da França, por Jean Perréal.

Ludovico Sforza manteve seu trono em Milão até 1499, quando o sucessor de Carlos, Luís XII da França, invadiu a Lombardia e tomou Milão em 17 de setembro de 1499. Luís XII justificou sua reivindicação ao Ducado de Milão por direito de seu avô paterno, Luís de Valois, que se casou com Valentina Visconti em 1387. Valentina Visconti foi a herdeira do Ducado de Milão, na dinastia Visconti. O contrato de casamento entre Valentina Visconti e Luís de Valois, garantiu que, na falência dos herdeiros masculinos, ela herdaria os domínios Visconti. No entanto, quando a dinastia Visconti morreu em 1447, os milaneses ignoraram a pretensão do duque de Orleans ao Ducado de Milão e restabeleceram Milão como uma república. No entanto, o amargo facciosismo surgiu sob a nova república que preparou o cenário para Francesco Sforza (pai de Ludovico Sforza) tomar o controle de Milão em 1450.
Luís XII não foi o único monarca estrangeiro com ambições dinásticas na Península Itálica. Em 1496, enquanto Carlos VIII vivia na França tentando reconstruir seu exército, Maximiliano I do Sacro Império Romano invadiu a Itália, para resolver a guerra em curso entre Florença e Pisa, chamada "Guerra de Pisa". Pisa estava em guerra quase continuamente desde o início do século XIV. Em 1406, após um longo cerco, Pisa caiu sob o controle da República Florentina. Quando o rei Carlos VIII da França invadiu a Itália em 1494, os Pisanos se levantaram contra os florentinos e os expulsaram da cidade, estabelecendo Pisa como uma república independente novamente. Quando Carlos VIII se retirou da Itália em 1495, os Pisanos não foram deixados para lutar sozinhos contra os florentinos. Grande parte do norte da Itália estava desconfiada do poder crescente de Florença. Já em 1495, Pisa havia recebido armas e dinheiro da República de Gênova. Além disso, a República de Veneza e Milão apoiaram Pisa enviando-lhes tropas de cavalaria e infantaria.
Isto fazia parte do conflito em curso entre Pisa e Florença que o Imperador Maximiliano prometeu resolver em 1496. Assim como Ludovico Sforza havia convidado Carlos VIII para a Itália em 1494, agora em 1496, ele convidou Maximiliano I do Sacro Império Romano para a Itália para resolver o conflito entre Pisa e Florença. No conflito entre os Florentinos e os Pisanos, Sforza havia favorecido os últimos. Aos olhos de Maximiliano I, a Guerra de Pisa estava causando distrações e divisões dentro dos membros da Liga de Veneza. Isto estava enfraquecendo a Liga Anti-Francesa e Maximiliano procurava fortalecer a unidade da Liga, resolvendo esta guerra. O pior que Maximiliano temia era um maior envolvimento francês nos assuntos italianos. No entanto, Ludovico Sforza convidou Maximiliano I e o Sacro Império Romano para entrar na Itália a fim de fortalecer sua própria posição. Quando os florentinos souberam da intenção de Maximiliano de vir à Itália para "resolver" a guerra de Florença com Pisa, suspeitaram que o "acordo" estaria fortemente inclinado para Pisa. Assim, os florentinos rejeitaram qualquer tentativa de assentamento da guerra do Imperador até que Pisa estivesse novamente sob o controle florentino.
Os florentinos sabiam que outra opção estava aberta para eles. Eles sabiam que os franceses, sob seu novo rei, Luís XII, tinham a intenção de voltar para a Itália. Florença escolheu correr riscos com os franceses e não com o Sacro Império Romano. Eles sentiam que a França poderia ajudá-los a reconquistar Pisa.
Luís XII pretendia, de fato, invadir a Itália para estabelecer sua reivindicação sobre o Ducado de Milão. Ele também tinha a ambição de reivindicar o Reino de Nápoles. Esta reivindicação era ainda mais fraca do que a de Luís XII para Milão. A reivindicação ao Reino de Nápoles era realmente a reivindicação do rei Carlos VIII. Entretanto, Luís exigiu o reconhecimento da reivindicação apenas porque ele, Luís, foi o sucessor de Carlos VIII. No entanto, Luís estava ciente da hostilidade que estava se desenvolvendo entre seus vizinhos, no que diz respeito às ambições francesas na Itália. Consequentemente, ele precisava neutralizar parte dessa hostilidade. Assim, em agosto de 1498, Luís XII assinou um tratado com o Arquiduque Filipe, filho de Maximiliano I, que assegurava as fronteiras entre o Sacro Império Romano e a França. Em julho de 1498, Luís renovou o Tratado de Étaples de 1492 com Henrique VII da Inglaterra. Em agosto de 1498, foi assinado o Tratado de Marcoussis entre Luís XII e os Reis Católicos. Este Tratado não resolveu nenhuma das disputas territoriais pendentes entre Espanha e França, mas concordou que tanto a Espanha como a França "têm todos os inimigos em comum, exceto o Papa".
Em julho de 1499, o exército francês deixou Lyon e invadiu a Itália com 27 mil homens (dos quais 10 mil eram cavalaria e 5 mil mercenários suíços). Luís XII colocou Gian Giacomo Trivulzio no comando de seu exército. Em agosto de 1499, o exército francês chegou a Rocca di Arazzo, a primeira de uma série de cidades fortificadas na parte ocidental do Ducado de Milão. Uma vez que as baterias de artilharia francesa estavam no lugar, demorou apenas cinco horas para abrir uma brecha nas muralhas da cidade. Após conquista-la, Luís ordenou que a guarnição e parte da população civil fosse executada na tentativa de incutir medo em seus inimigos, esmagar seu moral e encorajar a rápida rendição dos outros redutos no oeste de Milão. A estratégia foi um sucesso e a campanha terminou rapidamente. Em 5 de setembro de 1499, foram negociados os termos para a rendição da cidade de Milão e, em 6 de outubro de 1499, Luís fez sua entrada triunfante na cidade.
Uma vez que Luís foi instalado em Milão, ele passou a sofrer uma pressão real dos florentinos para ajudá-los na reconquista de Pisa. O rei e seus conselheiros estavam irritados com o que consideravam um pedido arrogante dos florentinos, pois em sua recente luta para conquistar Milão, os florentinos haviam mantido estrita neutralidade apesar de seu longo histórico de diplomacia pró-francesa. Luís XII precisava de boas relações com Florença. Por fim, em 29 de junho de 1500, um exército combinado francês e florentino cercou Pisa. Em um dia, os canhões franceses já haviam derrubado 100 pés das muralhas da cidade de Pisa. Um assalto foi feito à brecha, mas os franceses foram surpreendidos pela forte resistência lançada pelos Pisanos. O exército francês foi forçado a romper o cerco em 11 de julho de 1500, e recuar para o norte.

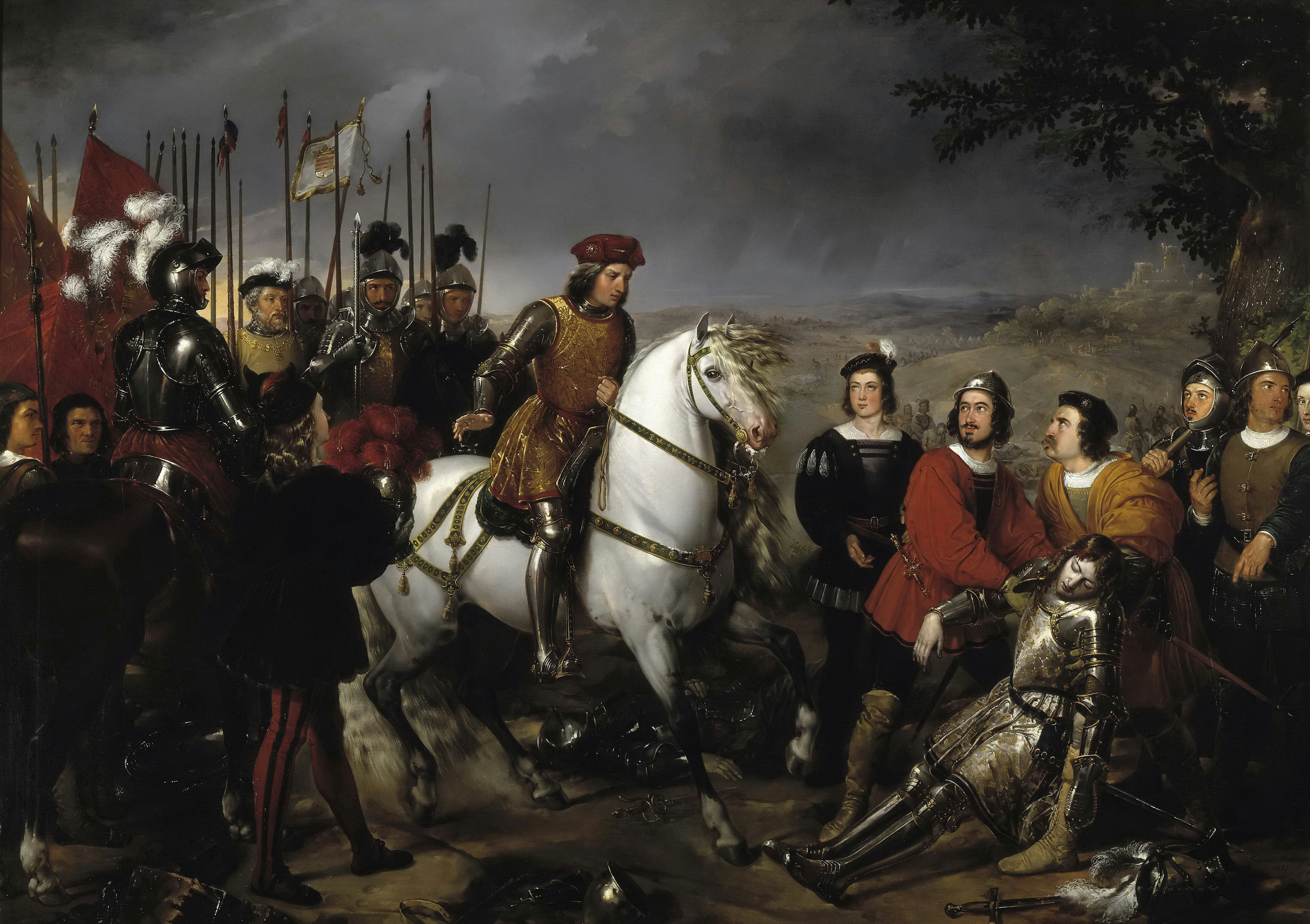
Gonzalo Fernández de Córdoba encontrando o corpo de Luís de Armagnac após a batalha de Cerignola. Federico de Madrazo, 1835. Museu do Prado.

Como parte da tentativa contínua de Luís XII de pacificar ou neutralizar seus vizinhos para evitar que eles obstruíssem suas ambições na Itália, Luís XII abriu discussões com o rei Fernando e a rainha Isabel de Castela. Em 11 de novembro de 1500, Luís assinou o Tratado de Granada. O Tratado de Granada memorizou o acordo de Luís XII com Fernando II de Aragão, rei de Aragão, para dividir o Reino de Nápoles entre si. Em seguida, Luís partiu de Milão em direção a Nápoles. O acordo do rei Luís XII com a Espanha foi fortemente criticado pelos contemporâneos - incluindo Nicolau Maquiavel em sua obra-prima O Príncipe. Os historiadores modernos também criticam o Tratado de Granada, chamando-o de "tolo" por parte de Luís XII. Eles alegam, assim como Maquiavel, que Luís XII não precisava convidar a Espanha para a Itália. Luís XII tinha conseguido tudo o que precisava no Tratado de Marcoussis, que assinou dois anos antes. O Tratado de Granada não fez outra coisa senão amarrar as próprias mãos de Luís XII. Uma vez envolvida nos assuntos italianos, a Espanha trabalharia em detrimento da França na Itália. Na verdade, foi exatamente isso que aconteceu.
Em 1500, uma força combinada francesa e espanhola havia tomado o controle do Reino de Nápoles. Luís XII nomeou Luís de Armagnac, Duque de Nemours, como vice-rei em Nápoles. Em 12 de outubro de 1501, o novo vice-rei assumiu a administração de Nápoles. No entanto, o novo vice-rei francês mostrou-se mais preocupado em estender a parte francesa do reino do que em garantir que os espanhóis recebessem sua parte. Isto contribuiu muito para agravar as relações entre a França e a Espanha. Estas divergências sobre os termos da divisão levaram a uma guerra entre Luís e Fernando. Em 1503, Luís, tendo sido derrotado na Batalha de Cerignola em 28 de abril de 1503 e na Batalha de Garigliano em 29 de dezembro de 1503, foi obrigado a se retirar de Nápoles, que ficou sob o controle de um vice-rei espanhol, o general Gonzalo Fernández de Córdoba.

### Guerra da Liga de Cambrai (1508-1516)
Artigo principal: Guerra da Liga de Cambrai

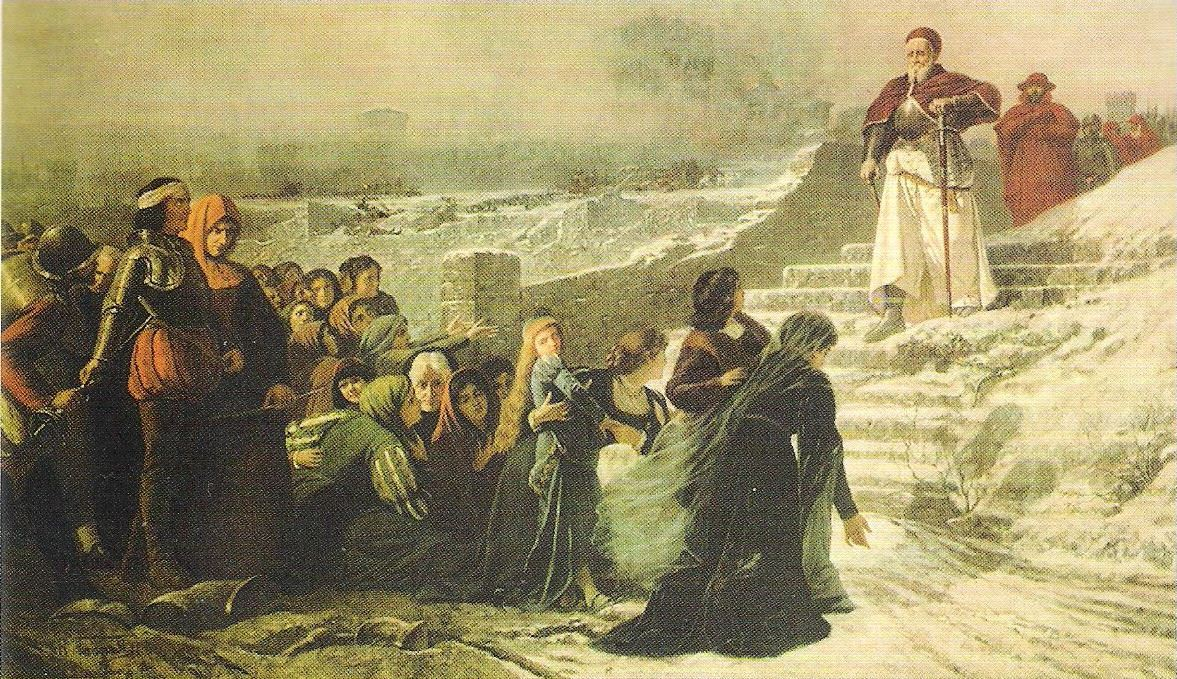
O cerco de Mirandola, conduzido pelo papa Júlio II.

Júlio II foi eleito papa após a morte do efêmero Pio III em 18 de outubro de 1503. Ele estava extremamente preocupado com a expansão territorial da República de Veneza no norte da Itália. O Papa Júlio não estava sozinho em seu medo das ambições territoriais venezianas. Sendo de Gênova, o Papa Júlio sabia do ódio genovês a Veneza por forçar os outros estados a sair do rico Vale do Pó enquanto a República expandia suas fronteiras pelo norte da Itália. Além disso, o Imperador Maximiliano ficou perturbado com a tomada veneziana de Ducado do Friul e da sua reivindicação no condado limítrofe de Gorizia, que ele assumira em 1500, após a extinção da Casa de Gorizia. Além disso, o Rei Luís XII da França estava firmemente estabelecido em Milão desde 1500. Luís XII via agora Veneza como uma ameaça à sua posição em Milão. Além disso, o rei Fernando de Nápoles (e de Aragão) se ressentiu do fato de Veneza ter ocupado várias cidades no sul da Itália, ao longo da costa do Adriático.
As circunstâncias levaram a criação, pelo papa Júlio II, da Liga de Cambrai em 10 de dezembro de 1508, na qual a França, o Papado, a Espanha, o Ducado de Ferrara e o Sacro Império Romano concordaram em conter os venezianos. Embora a Liga tenha destruído grande parte do exército veneziano na Batalha de Agnadello em 14 de maio de 1509, ela não conseguiu capturar Pádua.
Em 1510, as relações entre Luís XII e o papa haviam se rompido. Assim, o Papa mudou de lado na guerra e se aliou a Veneza, que agora era menos ameaçadora para o papa devido às derrotas venezianas anteriores. Em março de 1510, o Papa Júlio intermediou um acordo com os cantões suíços que trouxe mais 6 000 tropas suíças para a guerra contra os franceses. Após um ano de luta pela Romanha, durante o qual a aliança Veneto-Papal foi repetidamente derrotada, o Papa proclamou uma Liga Sagrada contra os franceses em outubro de 1511. Esta liga cresceu rapidamente para incluir a Inglaterra, a Espanha e o Sacro Império Romano.

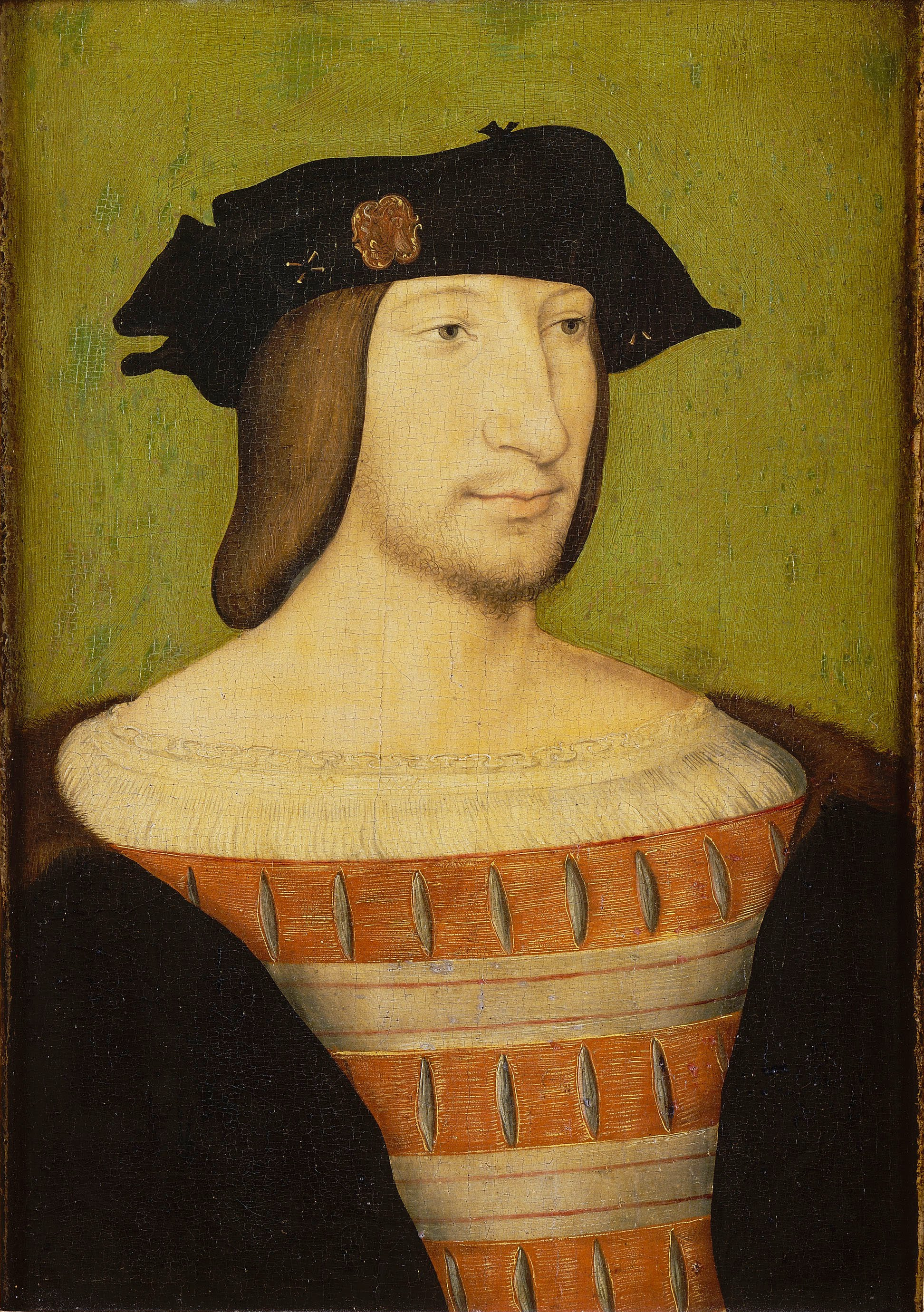
Francisco I no ano de sua ascensão ao trono, em 1515.

As forças francesas sob Gastão de Foix infligiram uma derrota esmagadora a um exército espanhol na Batalha de Ravenna em 11 de abril de 1512. Foix foi morto e os franceses foram forçados a se retirar da Itália quando os suíços invadiram e conquistaram Milão. Os suíços restabeleceram Maximiliano Sforza no trono ducal de Milão. No entanto, a vitoriosa Liga Sagrada se desfez sobre o tema da divisão dos despojos, e em março de 1513, Veneza, aliada à França, concordou em dividir a Lombardia entre eles.
Luís montou outra invasão de Milão, mas foi derrotado na Batalha de Novara, em 6 de junho de 1513. A Batalha de Novara seria a última em que a tradicional tática suíça de cobrança em três colunas seria usada com sucesso. A vitória da Liga Santa em Novara foi rapidamente seguida por uma série de vitórias da Liga contra os venezianos em La Motta em 7 de outubro de 1513, os franceses em Guinegate em 16 de agosto de 1513 e os escoceses no terreno de Flodden em 9 de setembro de 1513.
A morte do Papa Júlio II, em 20 de fevereiro de 1513, deixou a Liga sem uma liderança efetiva. Em 1º de janeiro de 1515, Luís XII também morreu e foi sucedido ao trono da França por seu sobrinho, Francisco I. Francisco continuou a guerra de Luís XII contra a Liga de Cambrai na Itália, liderando um exército francês e veneziano contra os suíços e encaminhando-os para Marignano em 13-14 de setembro de 1515. Esta vitória quebrou decisivamente a sequência de vitórias que os suíços haviam obtido contra os venezianos e os franceses. Após a Batalha de Marignano, a Liga de Cambrai ou Liga Sagrada entrou em colapso, pois tanto a Espanha como o novo Papa, Leão X, desistiram da ideia de colocar Maximiliano Sforza no trono ducal de Milão. Pelos tratados de Noyon, em 13 de agosto de 1516, e de Bruxelas, a totalidade do norte da Itália foi entregue à França e Veneza por Maximiliano I.

### Guerra Italiana de 1521–1526
Artigo principal: Guerra Italiana de 1521–1526

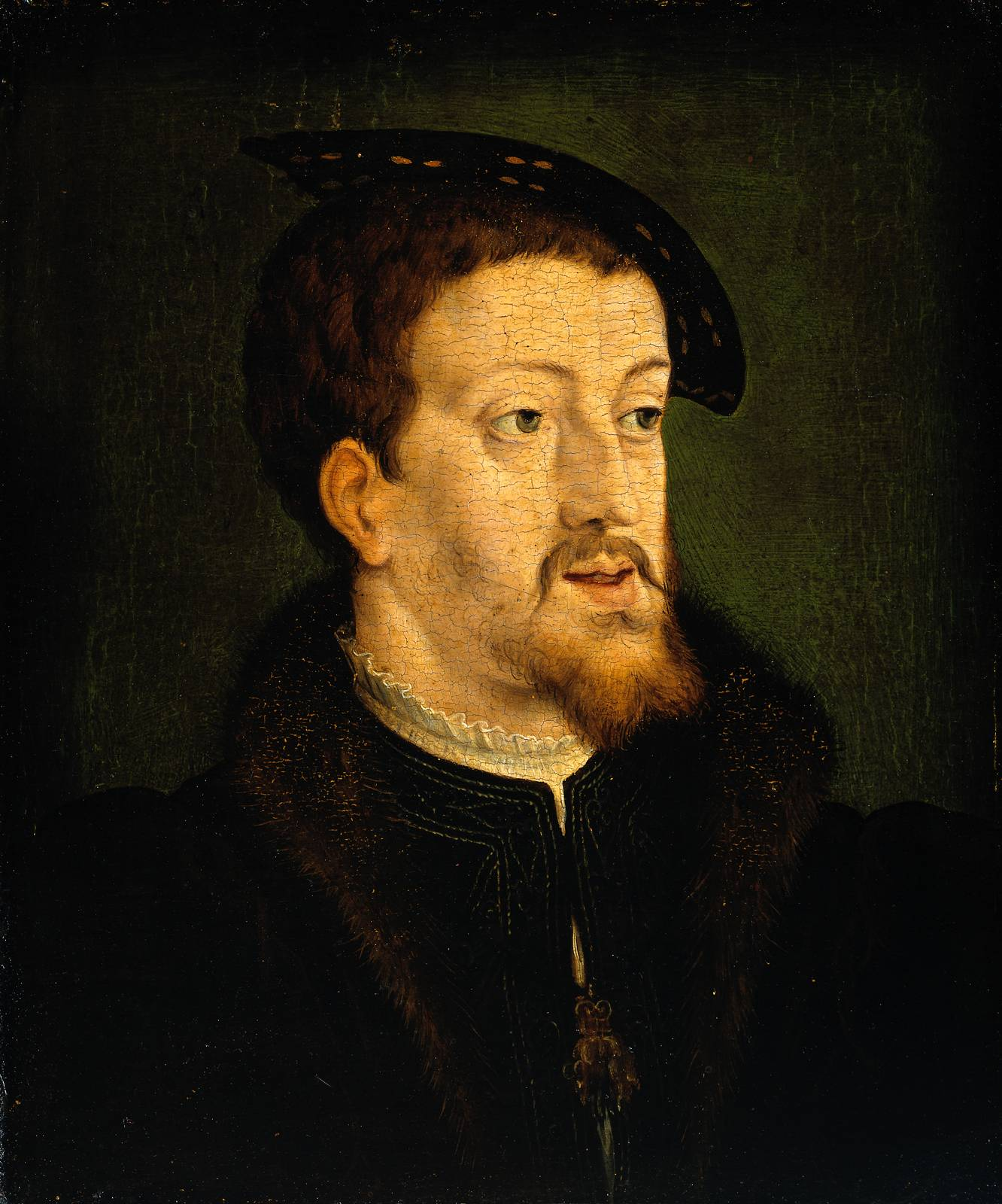
Retrato de Carlos V por Jan Vermeyen.

Em 28 de junho de 1519, os príncipes alemães elegeram Carlos V, Sacro Imperador Romano-Germânico para suceder seu avô Maximiliano I. Carlos já era príncipe dos países baixos habsburgos em 1506, Rei da Espanha desde 1516, e Arquiduque da Áustria desde 1519. Todos os territórios ao redor da França estavam agora sob o domínio de Carlos V, formando o chamado anel dos Habsburgos. Além disso, o próprio Francisco I havia sido candidato à eleição como Sacro Imperador Romano antes de Carlos V ser escolhido. Isto levou a uma rivalidade pessoal entre Francisco I e Carlos V que se tornaria um dos conflitos fundamentais do século XVI.
A deterioração das relações entre os Habsburgos e Francisco I deu ao último um pretexto para a guerra com Carlos. A candidatura de Francisco a Imperador tinha sido apoiada pelo Papa Leão X. No entanto, justamente quando Francisco I começou a contar com o apoio do Papa Leão em uma guerra contra Carlos V, o Papa subitamente fez as pazes com o Imperador e ficou do lado do Sacro Império Romano contra a França. Para piorar a situação, Henrique VIII da Inglaterra juntou-se ao Papa (o Papa Leão X morreu em 1522 e foi substituído por Adriano VI que morreu em 1523 e foi sucedido por Clemente VII) e ao Imperador na sua guerra contra a França.
O exército papal-imperial liderado por Prospero Colonna e o Marquês de Pescara tomou Milão dos franceses em 1521 e o devolveu a Francisco Sforza, o Duque de Milão, em 1522. Os franceses foram superados pelas táticas arcabuzeiras imperial-espanholas e sofreram derrotas paralisantes em Bicocca em 27 de abril de 1522 e Sesia, contra as tropas imperiais em 30 de abril de 1524. Com Milão nas mãos de Carlos V, Francisco conduziu pessoalmente um exército francês à Lombardia em 1525, e acabou por ser totalmente derrotado e capturado na Batalha de Pavia, em 24 de fevereiro de 1525. Com Francisco preso na Espanha, seguiu-se uma série de manobras diplomáticas centradas em torno de sua libertação, incluindo uma missão francesa especial enviada pela mãe de Francisco, Luísa de Saboia, à corte de Solimão, o Magnífico, que resultaria num ultimato otomano a Carlos - uma aliança sem precedentes entre um monarca católico e muçulmanos que causaria um escândalo no mundo cristão. Solimão aproveitou a oportunidade para invadir a Hungria no verão de 1526, derrotando os aliados de Carlos na Batalha de Mohács, em 29 de agosto de 1526. Apesar de todos esses esforços, Francisco foi obrigado a assinar o Tratado de Madri em janeiro de 1526, no qual entregou suas reivindicações à Itália, Flandres e Borgonha, para ser libertado da prisão.

### Guerra da Liga de Cognac (1526-1530)
Artigo principal: Guerra da Liga de Cognac

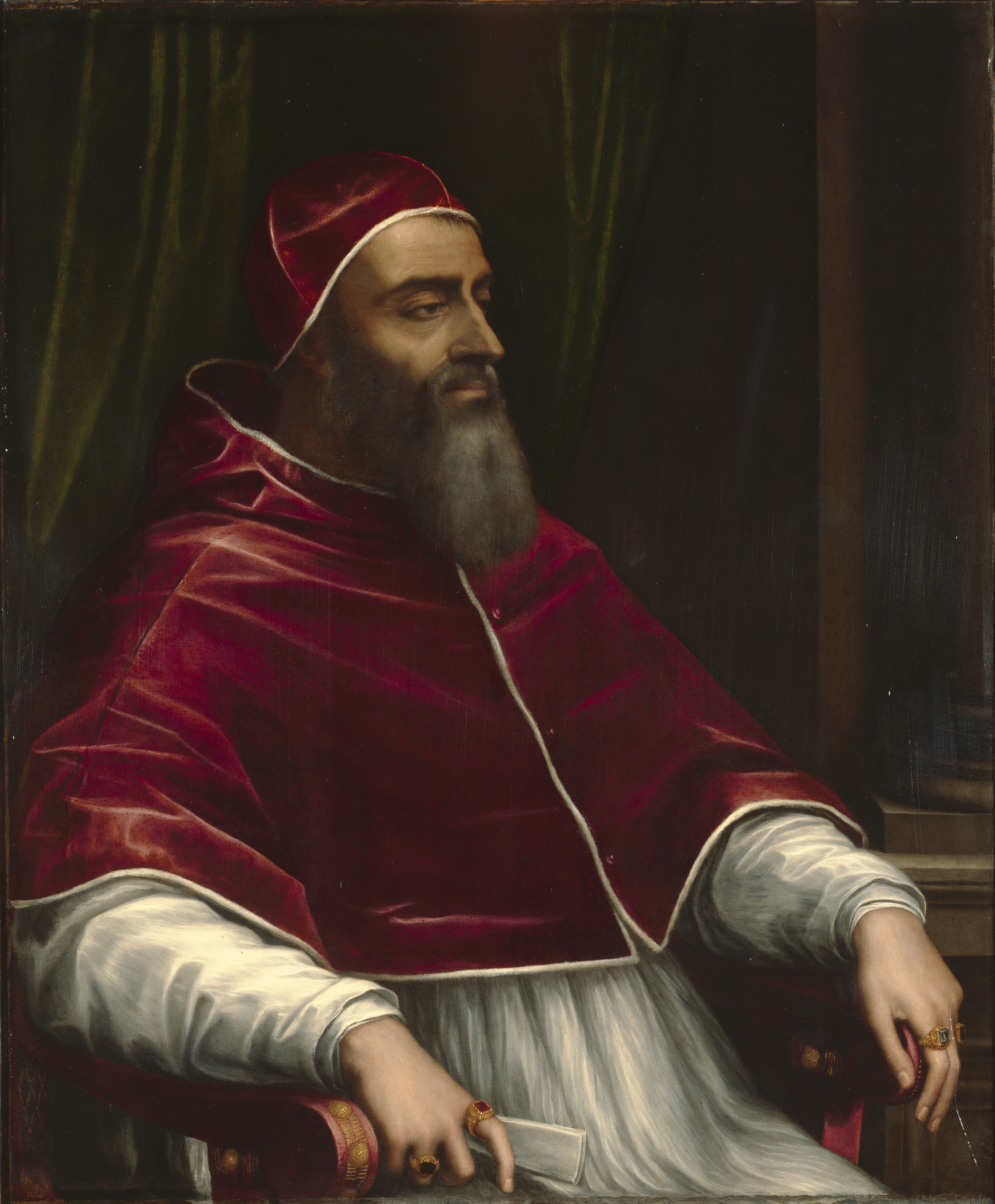
Retrato do Papa Clemente VII por Sebastiano del Piombo. Durante seu meio ano de prisão, em 1527, Clemente VII ficou com a barba cheia como sinal de luto pelo saque de Roma. Isto estava em contradição com a lei canônica católica, que exigia que os sacerdotes tivessem barba limpa; contudo, tinha o precedente da barba que o Papa Júlio II tinha usado durante nove meses em 1511-12 como sinal semelhante de luto pela perda da cidade papal de Bolonha. Ao contrário de Júlio II, porém, Clemente VII manteve a barba até sua morte, em 1534. Seu exemplo de barba foi seguido por seu sucessor, Paulo III, e na verdade por vinte e quatro papas que o seguiram, até Inocêncio XII, que morreu em 1700. Clemente VII foi, assim, o criador involuntário de uma moda que durou bem mais de um século.

Em 1526, o Papa Clemente VII, alarmado com o poder crescente do Sacro Império, formou a Liga de Cognac contra Carlos V em 22 de maio de 1526. Os membros da Liga eram os Estados Papais sob o Papa Clemente VII, a França sob o rei Francisco I, a Inglaterra sob Henrique VIII, a República de Veneza, a República de Florença e o Ducado de Milão.
A Liga planejou uma guerra contra o Império para começar no início de 1526. As tropas Imperiais na Itália estavam extremamente descontentes devido aos atrasos no pagamento de suas remunerações. Em alguns lugares da Itália, as tropas Imperiais se recusavam a marchar para o campo de batalha até serem pagas. Os comandantes militares da Liga de Cognac desejavam aproveitar esta desordem e desmoralização das tropas Imperiais e ataca-las no início de 1526. No entanto, os comandantes da Liga sabiam que logo se juntariam a eles alguns mercenários suíços que haviam contratado. Assim, eles adiaram o início do ataque até a chegada dos suíços. 
Enquanto isso, as tropas venezianas sob o comando do Duque de Urbino marchavam para o oeste através do norte da Itália para se juntarem aos seus aliados, as tropas papais. No caminho, eles descobriram que uma revolta havia ocorrido em Lodi, uma cidade sob o domínio da família Visconti. Um capitão de infantaria italiano descontente de Lodi estava disposto a abrir os portões da cidade para o exército veneziano. Consequentemente, os venezianos conseguiram rapidamente ocupar Lodi em 24 de junho de 1526.
Outra revolta irrompeu na cidade de Milão contra o domínio de Francisco Sforza. Milão vinha cambaleando entre o controle da família Sforza e o controle do Reino da França desde 1499, quando Ludovico Sforza foi expulso de Milão pelo rei francês Luís XII. Exceto por dois meses no início de 1500, Milão havia permanecido sob o controle dos franceses por doze anos. Em 1512, no entanto, o controle político de Milão voltou à família Sforza - sob Maximiliano Sforza - por três anos até que o rei Francisco I da França conseguiu expulsar os Sforzas mais uma vez. Milão ficou novamente sob domínio francês por mais seis anos antes de Francisco Sforza expulsar os franceses em novembro de 1521. Francisco I voltou a Milão e restaurou o controle francês na cidade em outubro de 1524, só para perdê-lo novamente em fevereiro de 1525 no Tratado de Madri, que lhe havia sido imposto pelo Imperador Carlos V. Um dos primeiros atos de Francisco ao entrar para a Liga de Cognac foi repudiar o Tratado de Madri e retomar o controle sobre Milão. No entanto, as tropas francesas ainda não haviam entrado na nova guerra na Itália e seu acordo em fazê-lo permaneceu em segredo.
Em junho de 1526, Hugo de Moncada, o comandante das forças imperiais na Itália, foi enviado como embaixador do Imperador para o Papa Clemente VII no Vaticano. Sua mensagem do Imperador foi que se os Estados papais se alinhassem com os franceses na guerra atual, o Sacro Império Romano procuraria usar tanto as cidades italianas de Colonna quanto Siena contra o papado. O Papa Clemente VII reconheceu a ameaça que estas duas cidades representavam para os Estados Papais caso unissem forças com as tropas Imperiais já na Itália. Assim, o papa retirou as suas forças no momento em que as tropas francesas entraram na Lombardia, no norte da Itália.
De repente, a Liga começou a desmoronar. Veneza havia sofrido danos devastadores na Guerra da Itália. Suas terras peninsulares - a "Terraferma" - foi devastada de 1509 a 1516. Em uma época ou outra durante as Guerras Italianas, todas as cidades da Terraferma de Veneza, com exceção da cidade de Treviso, haviam sido perdidas para um inimigo. Como resultado, Veneza recusou-se a contribuir com mais tropas para o esforço de guerra. E depois de 1529, Veneza cessaria todo o envolvimento direto nas Guerras Italianas. Percebendo que seu objetivo de reconquistar Milão não estava mais sobre a mesa, o exército francês deixou a Lombardia e voltou para a França. Com a retirada das forças francesas da Lombardia, as tropas imperiais rebeldes da fé luterana (a quem se devia o retorno maciço do salário) decidiram saquear Roma (1527) e prender Clemente, que se refugiara no Castel Sant'Angelo. Com a conclusão do Tratado de Cambrai (também conhecido como "Paz das Damas", pois foi negociado por Luísa de Sabóia para a França e Margarida da Áustria para o Sacro Império Romano) em 1529, que retirou formalmente Francisco da guerra, a Liga ruiu; Veneza fez a paz com Carlos V, enquanto Florença foi novamente colocada sob os Médici.
Quando o Tratado de Cambrai estava sendo assinado em agosto de 1529, terminando assim a Guerra da Liga de Cognac, o Imperador Carlos V já estava a caminho da Itália. Esta viagem à Itália e a resolução dos assuntos italianos durante a viagem é tradicionalmente vista como marcando o fim da liberdade política e independência italiana e o início de um longo período de controle por Carlos V. No Congresso de Bolonha (1530), Carlos V obteve o título medieval de Rei da Itália. Os Médici, expulsos durante a guerra, foram restaurados como a família dinástica de Florença.

### Guerra Italiana de 1536-1538
Esta terceira guerra entre Carlos V e o rei Francisco I da França começou com a morte de Francisco Sforza, o duque de Milão, na noite de 1-2 de novembro de 1535. O Imperador Carlos V estava em outra viagem à Itália quando soube da morte de Sforza. Quando os representantes do Imperador Carlos V assumiram o comando do Ducado de Milão com a morte de Sforza, não houve protestos ou revoltas entre o povo de Milão. Também não houve objeções de nenhum outro estado italiano. Houve, no entanto, objeções da França. Francisco I, rei da França, acreditava firmemente que Asti, Gênova e o Ducado de Milão eram todos dele por direito. Assim, recuperar Milão para a França continuava sendo o objetivo principal de Francisco I. Assim, quando Carlos anexou diretamente o Ducado de Milão, o rei Francisco I da França invadiu a Itália. Por esta altura, Francisco disse ao seu conselho que tinha permitido que o imperador Carlos V se tornasse demasiado forte na Itália.
Em 1536, um novo congresso foi realizado em Roma entre Carlos V e o Papa Paulo III, com este último pedindo a paz na Itália e o primeiro esperando o chamado do concílio ecumênico para lidar com o luteranismo. No final de março de 1536, um exército francês sob o comando de Philippe de Chabot, avançou para o Piemonte com 24 mil soldados de infantaria e 3 mil cavalos. O exército francês capturou e entrou em Turim no início de abril de 1536, mas não conseguiu tomar Milão. Enquanto isso, o setor pró-Francês da população da cidade de Asti se levantou contra e derrubou seus ocupantes Imperiais.
Em resposta à captura de Turim pelos franceses, Carlos V invadiu a Provença, avançando para Aix-en-Provence. Carlos tomou Aix em 13 de agosto de 1536, mas não pôde ir mais longe porque o exército francês bloqueou todas as estradas que levavam a Marselha. Consequentemente, o Imperador retirou-se de volta para a Espanha, em vez de atacar a cidade fortemente fortificada de Avinhão.

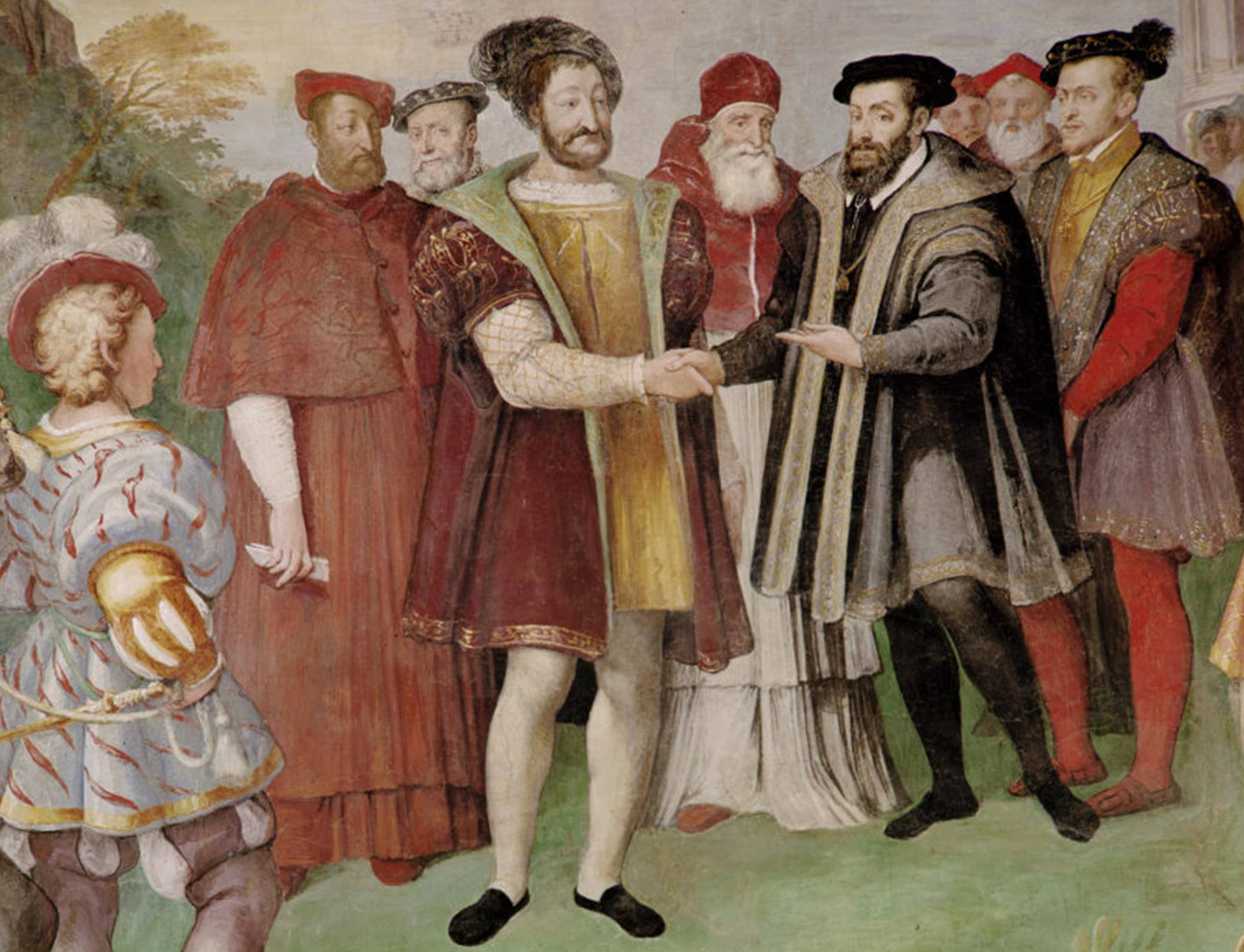
A trégua de Nice, 1538, entre Francisco I e Carlos V, mediada pelo Papa Paulo III.

A expedição infrutífera de Carlos V à Provença distraiu sua atenção dos acontecimentos na Itália. As tropas francesas que operavam no Piemonte foram acompanhadas por 10 mil soldados de infantaria italianos e algumas centenas de cavalos em marcha até Gênova. Estas tropas italianas foram recrutadas por Guido Rangoni e outros membros da nobreza militar do sul da Lombardia. Galeotto havia conquistado o controle de Mirandola em 1533 ao matar seu tio Giovanni Francesco Pico della Mirandola. Em preparação para sua invasão da Itália, o embaixador de Francisco I no Império Otomano, Jean de La Forêt, obteve, no início de 1536, um tratado de aliança entre o Império Otomano e a França. No final de 1536, uma frota otomana estava posicionada na costa de Gênova, pronta para atacar em coordenação com as forças terrestres que marchavam em direção a cidade. Entretanto, quando as forças terrestres chegaram antes de Gênova em agosto de 1536, descobriram que a guarnição havia sido reforçada recentemente. Além disso, uma esperada revolta entre os partidários de Fregoso em Gênova não se concretizou. Assim, as forças terrestres se deslocaram por Gênova e marcharam até o Piemonte, onde capturaram e ocuparam Carignano, junto com outras três cidades entre Turim e Saluzzo: Pinerolo, Chieri e Carmagnola. A participação ativa dos otomanos na guerra não foi significativa, mas sua própria entrada na guerra teve um efeito repressor sobre as ações de Carlos V, pois ele estava combatendo uma guerra de duas frentes, contra os otomanos no leste e os franceses no oeste. Consequentemente, em 1538, Carlos estava pronto para a paz.
A Trégua de Nice, assinada em 18 de junho de 1538, pôs fim à guerra, deixando Turim nas mãos dos franceses, mas não efetuando mudanças significativas no mapa da Itália.

### Guerra Italiana de 1542-1546
Artigo principal: Guerra Italiana de 1542-1546
Francisco I, rei da França, aliou-se mais uma vez a Solimão I do Império Otomano e em 12 de julho de 1542, declarando guerra ao Sacro Império Romano. O rei francês lançou sua invasão final da Itália contra a cidade de Perpinhão. Uma frota franco-otomana sob o comando do almirante otomano Hayreddin Barbarossa capturou a cidade de Nice em 22 de agosto de 1543 e sitiou a cidadela. Os defensores da cidadela foram libertados no prazo de um mês. Para as tropas cristãs e islâmicas, agir em coordenação para atacar uma cidade cristã era considerado chocante. Assim, neste ataque a Nice, o rei Francisco precisava minimizar o papel dos turcos otomanos. No entanto, Francisco fez algo ainda mais escandaloso quando entregou o porto naval francês de Toulon a Barbarossa para usar como alojamento de inverno para a frota otomana.
Mais uma vez Milão foi o pretexto para a Guerra de 1542-1546. O exército francês comandado por Francisco de Bourbon, o Conde de Enghien derrotou um exército Imperial na Batalha de Ceresole, em 14 de abril de 1544. Porém, os franceses fracassaram em penetrar mais na Lombardia.
Em 6 de janeiro de 1537, Alexandre de Médici, o Duque de Florença, foi assassinado por seu primo distante, Lourenço de Médici. Alexandre teve o apoio do Sacro Império Romano, pois era casado com a filha de Carlos V, Margarida. Com a remoção do Duque de Florença, alguns cidadãos de Florença tentaram estabelecer uma república na cidade, enquanto outros cidadãos pró-Médici procuraram instalar Cosme de Médici, de dezessete anos, como o novo Duque. A facção republicana levantou um exército, enquanto a facção pró-Médici procurou a assistência de Carlos V. O rei Francisco I apoiou a já exilada facção republicana como forma de impedir que Carlos V assumisse Florença. Em 4 de junho de 1544, o exército de exilados republicanos de Florença sob o comando de Piero Strozzi foi derrotado por um exército imperial sob o comando de Philippe de Lannoy e Ferrante de Sanseverino, Principe di Salerno.
Carlos V e Henrique VIII da Inglaterra invadiram, então, o norte da França, apreendendo Boulogne e Soissons. A certa altura as tropas inglesas e imperiais estavam a menos de 60 milhas de Paris. A falta de cooperação entre os exércitos germânico-espanhol e inglês, aliada a ataques otomanos cada vez mais agressivos, levou Carlos a abandonar essas conquistas, restaurando mais uma vez o status quo.

### Guerra Italiana de 1551-1559
Artigo principal: Guerra Italiana de 1551-1559
Em 31 de março de 1547, o rei Francisco I morreu e foi sucedido por seu filho, Henrique II da França. Em 1551, Henrique II declarou guerra contra Carlos com a intenção de reconquistar a Itália e assegurar o domínio francês, em vez dos Habsburgos, dos assuntos europeus. Uma ofensiva francesa precoce contra Lorena foi bem-sucedida, mas a tentativa de invasão francesa da Toscana foi interrompida em 1553. Os franceses foram decisivamente derrotados na Batalha de Marciano, em 2 de agosto de 1554. No entanto, como resultado desta guerra, a França obteve três cidades francófonas: Metz, Toulouse e Verdun. Além disso, a aliança com os otomanos havia atingido seu auge sob Henrique II da França com a Invasão da Córsega (1553)

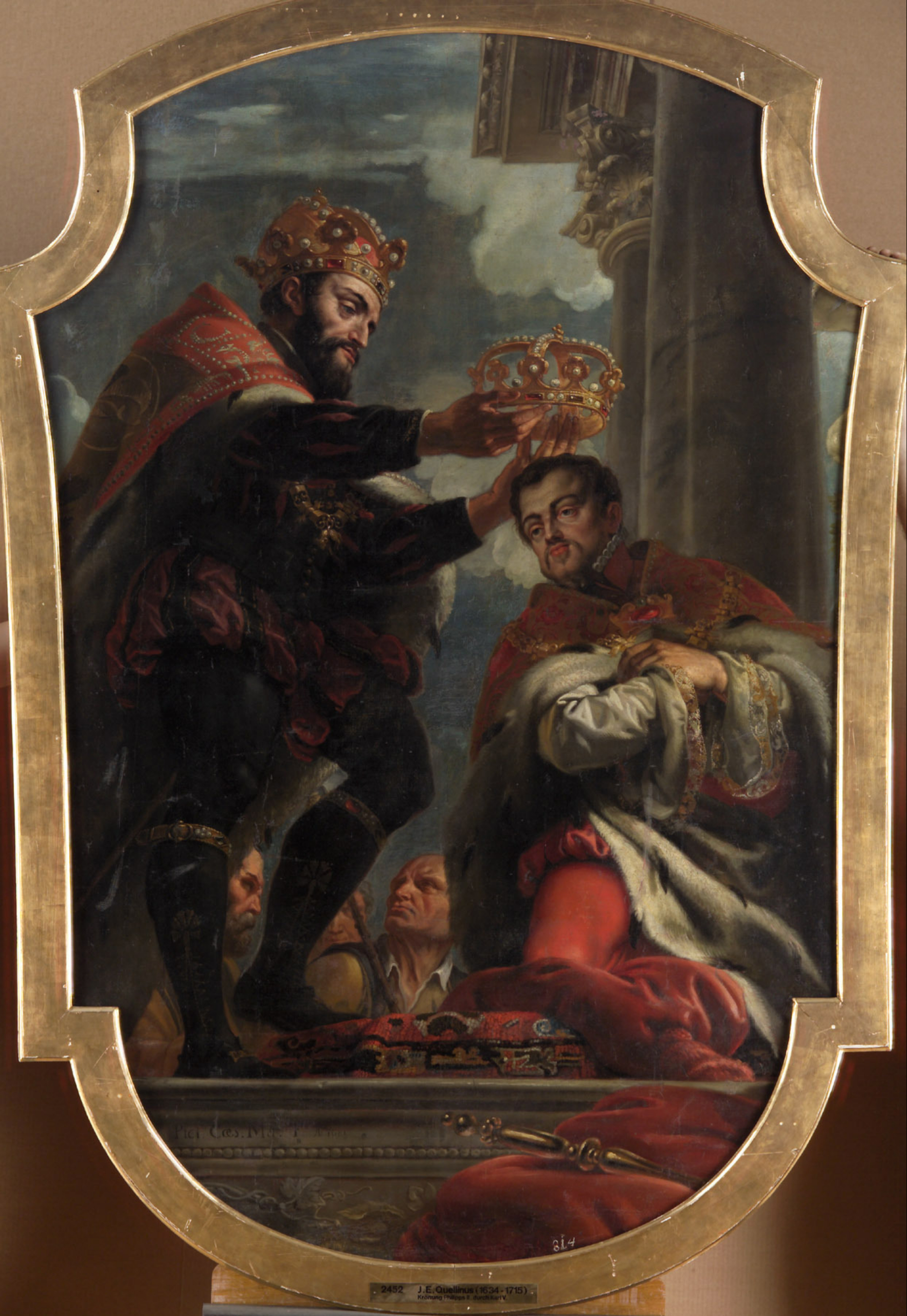
Alegoria da abdicação de Carlos V em nome de seu filho, Filipe II. Por Jan Erasmus Quellinus.

Em 1556, durante o curso da guerra, Carlos V abdicou do trono imperial, bem como do trono da Espanha. Ele abdicou do trono Imperial do Sacro Império Romano para seu irmão, que se tornou Fernando I do Sacro Império Romano. O trono da Espanha foi para o filho de Carlos, que se tornou Filipe II da Espanha. Assim, a abdicação de Carlos V dividiu o império dos Habsburgos que tinha cercado a França. A partir daí, a Espanha e o Sacro Império Romano não atuariam mais em coordenação absoluta, como haviam feito sob a união pessoal de Carlos V. Gradualmente, as duas entidades Habsburgas iriam se afastando separadamente em suas próprias direções, seguindo seus interesses divergentes.
Neste ponto, o foco da guerra mudou da Itália para a Flandres, onde Filipe, em conjunto com Emanuel Felisberto de Saboia, derrotou decisivamente os franceses em St. Quentin, em 10 de agosto de 1557. A entrada da Inglaterra na guerra em 1557 levou à captura francesa de Calais em janeiro de 1558. Além disso, a França saqueou posições dos Habsburgos na Holanda. As guerras terminaram com a Paz de Cateau-Cambrésis, que foi assinada em 3 de abril de 1559.
A Paz de Cateau-Cambrèsis (1559) envolveu delegados da França, Espanha, Inglaterra e do Sacro Império Romano. A cláusula geral da Paz fez com que os participantes reconhecessem os resultados dos últimos oito anos de guerra. Além de terminar a guerra, Henrique II da França e Filipe II da Espanha concordaram, no tratado, em pedir ao Papa que reconhecesse Fernando como Sacro Imperador Romano e que reunisse novamente o Concílio de Trento.

## Sequência

### As primeiras guerras da Itália - de Carlos VIII até a Batalha de Marignano
- Primeira guerra da Itália (1494-1497)
- Segunda guerra da Itália (1499-1500)
- Terceira guerra da Itália (1501-1503)
- Quarta guerra da Itália (1508-1513)
- Quinta guerra da Itália (1515-1516)

### As seis guerras do duelo Casa de Valois e Casa de Habsburgo
- Sexta guerra da Itália (1521-1526)
- Sétima guerra da Itália (1527-1529)
- Oitava guerra da Itália (1535-1538)
- Nona guerra da Itália (1542-1544)
- Décima guerra da Itália (1552-1556)
- Décima primeira guerra da Itália (1557-1559)

## Leitura Adicional
- Le Gall, Jean-Marie, Les guerres d'Italie (1494-1559): une lecture religieuse. Geneva: Droz, 2017.
- Boot, Max. War Made New: Technology, Warfare, and the Course of History: 1500 to Today. New York: Gotham Books, 2006. ISBN 1-59240-222-4.
- Du Bellay, Martin, Sieur de Langey. Mémoires de Martin et Guillaume du Bellay. Edited by V. L. Bourrilly and F. Vindry. 4 volumes. Paris: Société de l'histoire de France, 1908–19.
- Giovio, Paolo. Pauli Iovii Opera. Volume 3, part 1, Historiarum sui temporis. Edited by D. Visconti. Rome: Libreria dello Stato, 1957.
- Lot, Ferdinand. Recherches sur les effectifs des armées françaises des guerres d'Italie aux guerres de religion, 1494–1562. Paris: École Pratique des Hautes Études, 1962.
- Monluc, Blaise de. Commentaires. Edited by P. Courteault. 3 volumes. Paris: 1911–25. Translated by Charles Cotton as The Commentaries of Messire Blaize de Montluc (London: A. Clark, 1674).
- Monluc, Blaise de. Military Memoirs: Blaise de Monluc, The Habsburg-Valois Wars, and the French Wars of Religion. Edited by Ian Roy. London: Longmans, 1971.
- Saulx, Gaspard de, Seigneur de Tavanes. Mémoires de très noble et très illustre Gaspard de Saulx, seigneur de Tavanes, Mareschal de France, admiral des mers de Levant, Gouverneur de Provence, conseiller du Roy, et capitaine de cent hommes d'armes. Château de Lugny: Fourny, 1653.